# Gevechtsveldbewakingsradar ZB-298
De ZB-298 is een statische tactische, puls-Doppler-gevechtsveldbewakingsradar voor korte afstand die rond 1965 ontwikkeld werd door Marconi-Elliot Avionic Systems Ltd. uit Borehamwood in het Verenigd Koninkrijk.

## Beschrijving
Het apparaat werkte in de 3cm (10 GHz) X-Band en was bedoeld voor gebruik door verkenningseenheden. Door middel van een akoestische en een visuele output werden de gedetecteerde objecten weergegeven. De radar werd tot het midden van de jaren ‘90 gebruikt.
In het Britse leger was het bekend als Radar, GS, No. 14. Hij werd daar begin 1991 opgevolgd door de Radar, GS, No 22 MSTAR van Thorn EMI. In het  Britse leger werd de ZB-298 op het FV432 “Trojan” pantserrupsvoertuig gemonteerd.

## Ontwikkelingsgeschiedenis
De ZB-298 werd rond 1965 ontwikkeld en werd datzelfde jaar gebruikt door de Britse strijdkrachten in Borneo, hoewel dat pas in 1972 bekend werd. De radar werd in 1971 ingevoerd bij de rest van het Britse leger. Hij speelde een belangrijke (geheime) rol in de strijd tegen de IRA in Noord-Ierland. Later werd de radar ook in gebruik genomen door enkele ander landen, waaronder Denemarken en Nederland.

## Kenmerken
De ZB-298 had een operationeel bereik van 50 meter tot 10 km. Door de akoestische signalen, gebaseerd op de Doppler-verschuiving die veroorzaakt wordt door bewegende objecten, kon een goed opgeleide bedienaar mensen, dieren, voertuigen en tanks herkennen en zelfs een inschatting van hun grootte geven.
De visuele uitvoer werd gebruikt om de afstand en de grootte van het object te bepalen. Door een lens op de besturingseenheid kon de bedienaar twee vage rode lijnen zien. De eerste lijn werd veroorzaakt door de puls van de radar en vertegenwoordigde de positie van het station. De tweede rode lijn werd veroorzaakt door de reflectie en werd geschreven met behulp van een laser en een roterende spiegel. De afstand kan van een schaal worden afgelezen.
De grootte van het object werd bepaald door eerst de antenne naar links te draaien totdat het object verloren was gegaan. Vervolgens werd de antenne naar rechts gedraaid totdat het object verloren was. Het verschil in hoek werd gebruikt met de gemeten afstand om de grootte van het object te berekenen.
Radarsystemen zoals de ZB-298, hebben een krachtige Klystron die een vrij sterk radiosignaal uitzendt. Halverwege de jaren ’80 bleek dat dit signaal gemakkelijk kan worden opgepikt door een vijandelijke verkenningseenheid met geschikte uitrusting die daarmee de locatie kan bepalen. Daardoor levert een dergelijk radarsystem gevaar op voor de gebruiker.

## Gebruik
Het systeem was draagbaar maar zwaar en kon door twee mensen worden gedragen. Bij gebruik werd de antenne gemonteerd op een statief dat was gemarkeerd in duizenden (in plaats van graden).
De antenne en het statief wogen samen 21,36kg, de bedieningskast woog 8,63kg. Het systeem kon in 2-3 minuten opgesteld worden, en had een opwarmtijd van 8 seconden. Het systeem was met slechts 8 instellingen/knoppen eenvoudig te bedienen en er waren niet meer dan 7 stappen nodig om een doel te detecteren, localiseren en herkennen. Bediening was mogelijk door één man.
Bij gebruik op een voertuig werd het meestal op de bovenkant van het voertuig gemonteerd door middel van een elektrisch beweegbaar statief.

## Gebruik bij de Nederlandse  krijgsmacht
In 1976 kregen de Nederlandse Mariniers-, Pantserinfanterie- en Tankbataljons de ZB-298 Gevechtsveldbewakingsradar en in 1981 verving de ZB-298 ook de RASURA) van de Verkenningsbataljons.
In Nederland was de officiële benaming Radarinstallatie KL/TPS-4742.
Bij de Koninklijke Landmacht werd de ZB-298 geïnstalleerd op de YP-408, de M113 en de YPR-765. De bemanning bestond uit een sergeant, twee radarbedienaars/boordschutters en een chauffeur.
De 15 Pantserinfanteriebataljons en 9 Tankbataljons kregen elk de beschikking over 3 YP-408 PWRDR’s of YPR-765 PRRDR’s, ingedeeld in de Radargroep van het Verkenningspeloton van de SSVCompagnie.
Alle drie Verkenningseskadrons van ieder Verkenningsbataljon beschikten over 2 M113 PRRDR’s, ingedeeld in de Radargroep van de Eskadronsstaf.
Bij het Korps Mariniers waren de gevechtsveldbewakingsradars ingedeeld bij de Waarnemingsteams van de twee mortiercompagnies. Elke mortiercompagnie had drie Waarnemingsteams.

### Vervanging

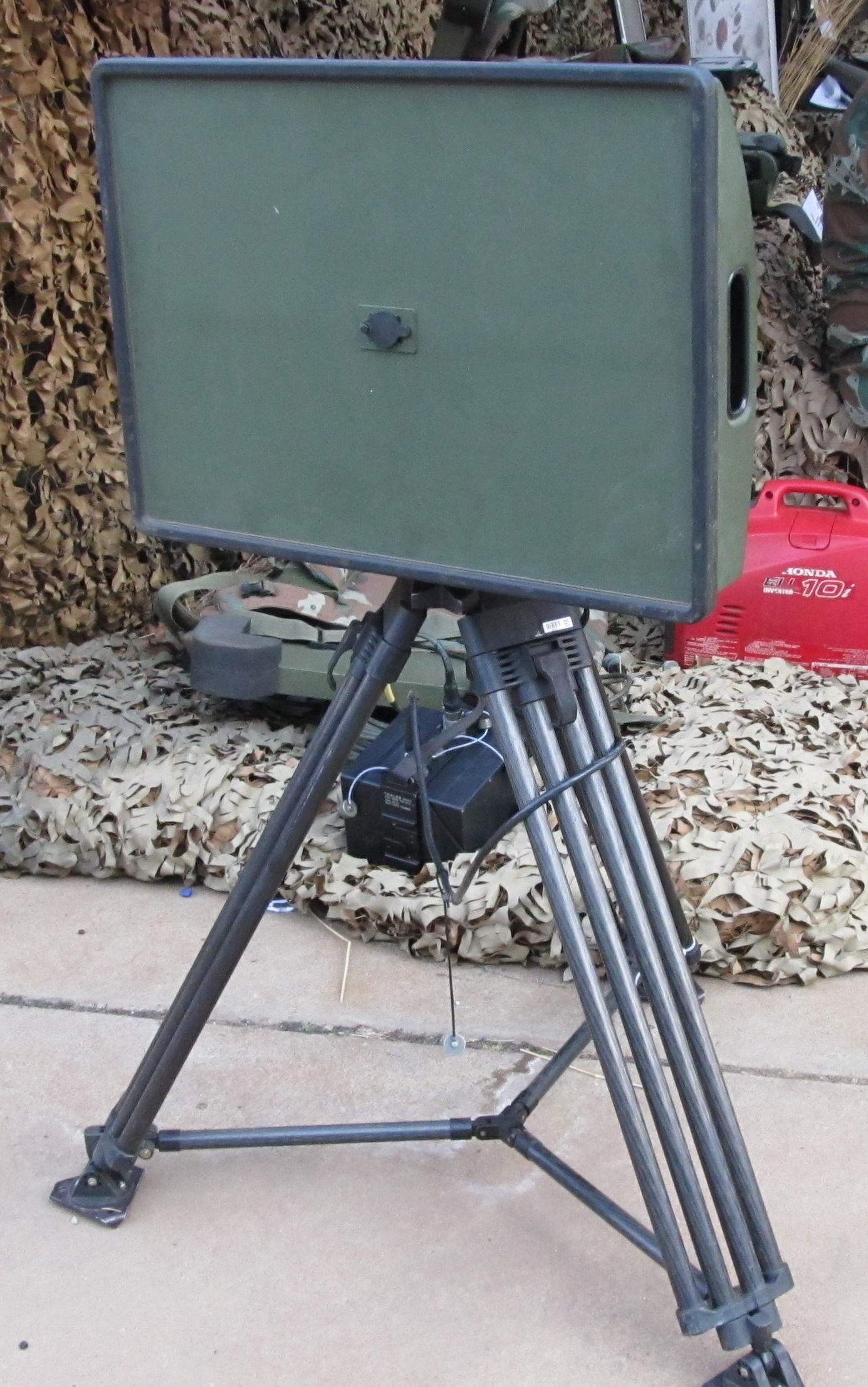
Thales Squire

In januari 1996 besloot het Ministerie van Defensie om samen met de Nederlandse firma Signaal. een vervangend systeem te ontwikkelen voor de verouderde radars ZB 298 die op dat moment reeds waren afgestoten wegens tactische veroudering en hoge onderhoudskosten. Op 20-6-2002 kocht Defensie na dit ontwikkeltraject 62 radarsystemen van het type Thales Squire

### Foto’s
- Cryptomuseum; ZB-298 Gevechtsveldbewakingsradar op statief
- NIMH Beeldbank; Afbeelding van een ZB-298 op een YP-408 PWRDR
- NIMH Beeldbank; Afbeelding van een ZB-298 op een YP-408 PWRDR in opstelling
- NIMH Beeldbank;Afbeelding van een ZB-298 op een M113 PRRDR
- NIMH Beeldbank; Afbeelding van een ZB-298 op een YPR-765 PRRDR

## Gebruik in Denemarken
Het Deense leger kocht de ZB-298 in 1974. Er werden 32 M113’s mee uitgerust. In Denemarken stond het systeem bekend als de radar M/74. In het midden van de jaren ‘80 werden de systemen uit de M113’s gehaald en in Unimog 416’s geïnstalleerd.